# Iriginita
L'iriginita és un mineral de la classe dels òxids.

## Característiques
L'iriginita és un òxid de fórmula química (UO₂)Mo₆⁺₂O₇(H₂O)₂·H₂O. Cristal·litza en el sistema ortoròmbic. La seva duresa a l'escala de Mohs es troba entre 1 i 2, sent un mineral molt tou.
Segons la classificació de Nickel-Strunz l'iriginita pertany a «04.GB - Uranils hidròxids, amb cations addicionals (K, Ca, Ba, Pb, etc.); principalment amb poliedres pentagonals UO₂(O,OH)₅» juntament amb els següents minerals: agrinierita, compreignacita, rameauïta, becquerelita, bil·lietita, protasita, richetita, bauranoïta, calciouranoïta, metacalciouranoïta, fourmarierita, wölsendorfita, masuyita, metavandendriesscheïta, vandendriesscheïta, vandenbrandeïta, sayrita, curita, uranosferita i holfertita.

## Formació i jaciments
Va ser descoberta l'any 1959 al jaciment de molibdè i urani d'Aleksandrovskii Golets, a la conca del riu Torgo, en la confluència dels rius Chara i Tokko, a Sakhà, Rússia. Ha estat descrita a una desena i escaig de jaciments més a tot el planeta.